# Chrysotoxum villosulum
Chrysotoxum villosulum är en tvåvingeart som beskrevs av Jacques-Marie-Frangile Bigot 1884. Chrysotoxum villosulum ingår i släktet getingblomflugor, och familjen blomflugor. Inga underarter finns listade i Catalogue of Life.